# Unos á otros
Les uns aux autres
L'eau-forte Unos á otros (en français Les uns aux autres) est une gravure de la série Los caprichos du peintre espagnol Francisco de Goya. Elle porte le numéro 77 dans la série des 80 gravures. Elle a été publiée en 1799.

## Interprétations de la gravure
Il existe divers manuscrits contemporains qui expliquent les planches des Caprichos. Celui qui se trouve au Musée du Prado est considéré comme un autographe de Goya, mais semble plutôt chercher à dissimuler et à trouver un sens moralisateur qui masque le sens plus risqué pour l'auteur. Deux autres, celui qui appartient à Ayala et celui qui se trouve à la Bibliothèque nationale, soulignent la signification plus décapante des planches.
- Explication de cette gravure dans le manuscrit du Musée du Prado :
Así va el mundo, unos a otros se burlan y torean: el que hacía de toro, hoy hace de caballero en plaza. La fortuna dirige la fiesta y distribuye los papeles, según la inconstancia de sus caprichos.
(Ainsi va le monde, les uns se moquent des autres et se toréent. La fortune dirige la fête et distribue les rôles, selon l'inconstance de ses caprices)[2].

- Manuscrit de Ayala :
Aún siendo los hombres unos carcamales[3], se torean los unos a los otros.
(Tout en étant de vieilles carcasses, les hommes se toréent les uns les autres)[2].

- Manuscrit de la Bibliothèque nationale :
Todavía se torean unos a otros los viejos carcamales[3]. (Voltaire y Piron.)
(Les vieilles carcasses se toréent encore les unes les autres. (Voltaire et Piron[4].))[2].

Les hommes se combattent comme dans une corrida, et s'entraînent à tuer sur un mannequin d'osier pendant que la Fortune distribue les rôles.

## Technique de la gravure

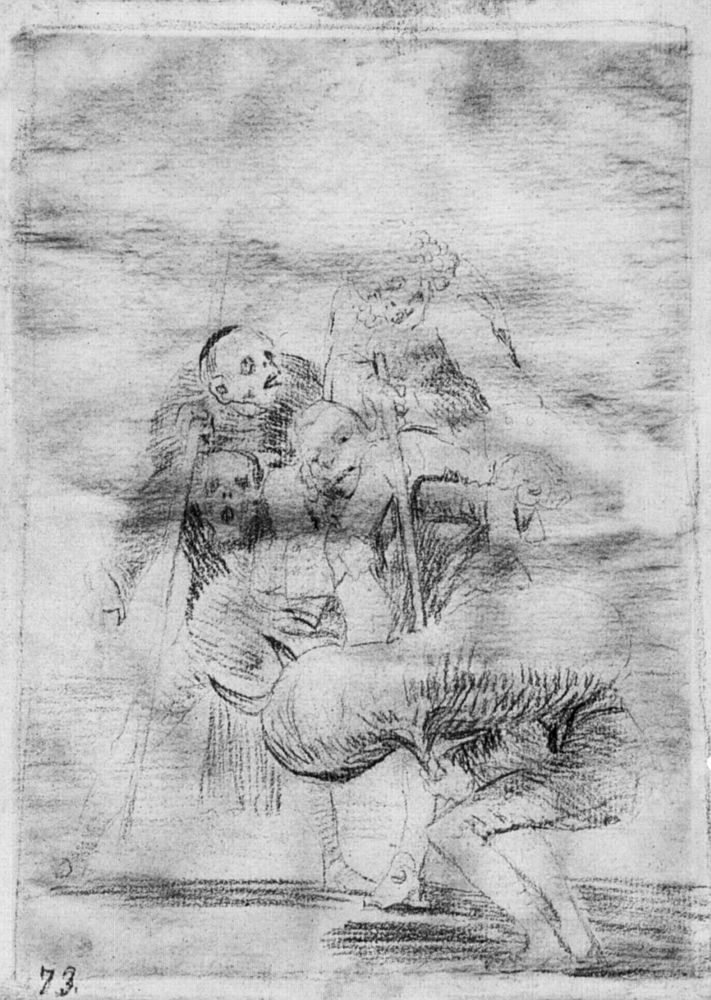
Dessin préparatoire.

L'estampe mesure 213 × 149 mm sur une feuille de papier de 306 × 201 mm.
Goya a utilisé l'eau-forte, l'aquatinte brunie, la pointe sèche et le burin. Dans l'angle supérieur droit : « 77 ».
Le dessin préparatoire est à la sanguine. Dans l'angle inférieur gauche, au crayon : « 73 ». Le dessin préparatoire mesure 204 × 144 mm.

## Catalogue
- Numéro de catalogue G02165 de l'estampe au Musée du Prado.
- Numéro de catalogue D04229 du dessin préparatoire au Musée du Prado.
- Numéro de catalogue 51-1-10-77 de l'estampe au Musée Goya de Castres.
- Numéros de catalogue ark:/12148/btv1b84518950 et ark:/12148/btv1b84518935 de l'estampe chez Gallica.